# Clifton (Idaho)
Clifton – miasto w Stanach Zjednoczonych, w stanie Idaho, w hrabstwie Franklin.